# ぜんまいじかけのティナ
『ぜんまいじかけのティナ』は、あゆみゆい/作画・明貴美加/原作による日本の漫画作品。
『なかよし』（講談社）にて1999年11月号から2001年2月号まで連載された。全15話。そのほか、同誌2000年8月号増刊『なつやすみランド』に番外編が掲載された。単行本は同社の講談社コミックスなかよしより全3巻。
本作は企画段階からアニメ化も想定されており、『おジャ魔女どれみ』の後番組として内定していたが、『どれみ』が視聴率、玩具売り上げともに予想外の好結果を上げたことにより延長となって保留となったのち、続編『おジャ魔女どれみ#』の企画と競合し敗れ、アニメ化は幻に終わった。

## 書誌情報
- あゆみゆい・明貴美加 『ぜんまいじかけのティナ』 講談社〈講談社コミックスなかよし〉、全3巻
  1. 2000年4月6日第1刷発行、ISBN 4-06-178935-X
  2. 2000年10月6日第1刷発行、ISBN 4-06-178947-3
  3. 2001年9月6日第1刷発行、ISBN 4-06-178971-6

  - 3巻には番外編と読み切り作品「コイスルココロ」が同時収録されている。